# Арчвей (станція метро)
51°33′56″ пн. ш. 0°08′06″ зх. д. / 51.565556° пн. ш. 0.135° зх. д.
Арчвей (англ. Archway) — станція відгалуження Хай-Барнет Північної лінії Лондонського метро. Станція розташована у 2-й та 3-й тарифній зоні, у районі Арчвей, боро Ізлінгтон, Лондон, між станціями Хайгейт та Тафнелл-парк. Пасажирообіг на 2017 рік — 7.31 млн осіб.

## Історія
- 22. червня 1907: відкриття станції як Хайгейт, кінцевої на лінії[3][4]
- 11. червня 1939: станцію перейменовано на Арчвей (Хайгейт)[3]
- 3. липня 1939: подовження лінії до Іст-Фінчлі
- 19. січня 1941: перейменовано на Хайгейт (Арчвей)
- 1. грудня 1947: перейменовано на Арчвей

## Пересадки
- На автобуси London Bus маршрутів: 4, 17, 41, 43, 134, 143, 210, 263, 271, 390, C11, W5 та нічні маршрути N20, N41[5][6]
- На станцію S-bahn Аппер-Голловей London Overground лінії Gospel Oak to Barking.